# ラサ市
ラサ市（ラサし、中国語: 拉萨市）は、中華人民共和国チベット自治区の中央部に位置し、同自治区を構成する「地級市」のひとつ。中国政府がチベットの古都ラサとその周辺地域をあわせて1960年に設置した。
市域はチベットの古都ラサとその郊外からなる「城関区」とトゥールン・デチェン区の2つの市轄区、その周辺の6つのゾン(県)で構成されている。「地級市」は、中国の行政区画制度において、二級行政区画に分類される行政体の一種である。自治区人民政府は城関区内に設置されている。本市の東方に位置するロカ市とともに、中央チベット東部の「ウー地方」を構成する。
総面積3万平方キロ。 人口87万人、非農業人口14万人。チベット族が87%を占める。

## 概要
本市の中心部に設置された城関区は、古くからチベットの政治的、文化的中枢であった古都・ラサであり、吐蕃王朝やダライ・ラマ政権の時代には首都がおかれた。この古都ラサはチベット、モンゴル、満州などの諸民族から構成されるチベット仏教文化圏の中枢都市であった。
中華人民共和国が1956年に設置した西蔵自治区籌備委員会（チベット自治区準備委員会）はこの市に本拠を置き、1965年に発足させた西蔵自治区の首府にもなっている。

## 名称
チベット語でラ (ལྷ་ lha) は神もしくは仏、サ (ས sa) は土地を意味し、「聖地」を意味する。標準チベット語での正式名はラサ・ドンキェル（ལྷ་ས་གྲོང་ཁྱེར་ lha sa grong khyer）。ラサ方言では [l̥ɛːsa] ヘーサと呼ばれている。

## 地理
チベット中央部、ヤルンツァンポ河流域に位置する。海抜 3,700 メートルにある。
ラサ市は、古都ラサとその郊外からなる城関区と、その西のトゥールン・デチェン区、周辺の6つの県（ゾン）で構成される。本市の東方に位置する山南地区とともに、中央チベット東部のウー地方を構成する。チベット民族が87パーセントを占める。

### 気候
ケッペンの気候区分では、温帯夏雨気候(Cwb)とステップ気候(BSk)との境にあたる。
| ラサ市（1986年 - 2015年）の気候              | ラサ市（1986年 - 2015年）の気候 | ラサ市（1986年 - 2015年）の気候 | ラサ市（1986年 - 2015年）の気候 | ラサ市（1986年 - 2015年）の気候 | ラサ市（1986年 - 2015年）の気候 | ラサ市（1986年 - 2015年）の気候 | ラサ市（1986年 - 2015年）の気候 | ラサ市（1986年 - 2015年）の気候 | ラサ市（1986年 - 2015年）の気候 | ラサ市（1986年 - 2015年）の気候 | ラサ市（1986年 - 2015年）の気候 | ラサ市（1986年 - 2015年）の気候 | ラサ市（1986年 - 2015年）の気候 |
| 月                                           | 1月                             | 2月                             | 3月                             | 4月                             | 5月                             | 6月                             | 7月                             | 8月                             | 9月                             | 10月                            | 11月                            | 12月                            | 年                              |
| -------------------------------------------- | ------------------------------- | ------------------------------- | ------------------------------- | ------------------------------- | ------------------------------- | ------------------------------- | ------------------------------- | ------------------------------- | ------------------------------- | ------------------------------- | ------------------------------- | ------------------------------- | ------------------------------- |
| 最高気温記録 °C （°F）                       | 20.5 (68.9)                     | 21.3 (70.3)                     | 25.0 (77)                       | 25.9 (78.6)                     | 29.4 (84.9)                     | 30.8 (87.4)                     | 30.4 (86.7)                     | 27.2 (81)                       | 26.5 (79.7)                     | 24.8 (76.6)                     | 22.8 (73)                       | 20.1 (68.2)                     | 30.8 (87.4)                     |
| 平均最高気温 °C （°F）                       | 8.4 (47.1)                      | 10.1 (50.2)                     | 13.3 (55.9)                     | 16.3 (61.3)                     | 20.5 (68.9)                     | 24.0 (75.2)                     | 23.3 (73.9)                     | 22.0 (71.6)                     | 20.7 (69.3)                     | 17.5 (63.5)                     | 12.9 (55.2)                     | 9.3 (48.7)                      | 16.5 (61.7)                     |
| 日平均気温 °C （°F）                         | −0.3 (31.5)                     | 2.3 (36.1)                      | 5.9 (42.6)                      | 9.0 (48.2)                      | 13.1 (55.6)                     | 16.7 (62.1)                     | 16.5 (61.7)                     | 15.4 (59.7)                     | 13.8 (56.8)                     | 9.4 (48.9)                      | 3.8 (38.8)                      | −0.1 (31.8)                     | 8.8 (47.8)                      |
| 平均最低気温 °C （°F）                       | −7.4 (18.7)                     | −4.7 (23.5)                     | −0.8 (30.6)                     | 2.7 (36.9)                      | 6.8 (44.2)                      | 10.9 (51.6)                     | 11.4 (52.5)                     | 10.7 (51.3)                     | 8.9 (48)                        | 3.1 (37.6)                      | −3.0 (26.6)                     | −6.8 (19.8)                     | 2.7 (36.9)                      |
| 最低気温記録 °C （°F）                       | −16.5 (2.3)                     | −15.4 (4.3)                     | −13.6 (7.5)                     | −8.1 (17.4)                     | −2.7 (27.1)                     | 2.0 (35.6)                      | 4.5 (40.1)                      | 3.3 (37.9)                      | 0.3 (32.5)                      | −7.2 (19)                       | −11.2 (11.8)                    | −16.1 (3)                       | −16.5 (2.3)                     |
| 降水量 mm （inch）                           | 0.9 (0.035)                     | 1.8 (0.071)                     | 2.9 (0.114)                     | 8.6 (0.339)                     | 28.4 (1.118)                    | 75.9 (2.988)                    | 129.6 (5.102)                   | 133.5 (5.256)                   | 66.7 (2.626)                    | 7.4 (0.291)                     | 0.9 (0.035)                     | 0.3 (0.012)                     | 456.9 (17.988)                  |
| 平均降水日数                                 | 0.6                             | 1.2                             | 2.1                             | 5.4                             | 9.0                             | 14.0                            | 19.4                            | 19.9                            | 14.6                            | 4.1                             | 0.6                             | 0.4                             | 91.3                            |
| % 湿度                                       | 26                              | 25                              | 27                              | 36                              | 41                              | 48                              | 59                              | 63                              | 59                              | 45                              | 34                              | 29                              | 41.0                            |
| 平均月間日照時間                             | 250.9                           | 231.2                           | 253.2                           | 248.8                           | 280.4                           | 260.7                           | 227.0                           | 214.3                           | 232.7                           | 280.3                           | 267.1                           | 257.2                           | 3,003.8                         |
| 出典：中国气象局 国家气象信息中心 2017-01-01 |                                 |                                 |                                 |                                 |                                 |                                 |                                 |                                 |                                 |                                 |                                 |                                 |                                 |

## 歴史
7世紀前半、吐蕃のソンツェン・ガンポの時代にチベットの都と定められた。9世紀に吐蕃が崩壊して以後、チベットの政治的中心は、時期ごとの覇者たちの本拠に転々と移動したが、トゥルナン寺を有するラサの宗教的中心地としての地位は不動であった。17世紀に発足したガンデンポタン政権の時代(1642―1959)に再びチベットの政治的中枢の所在地となった。ガンデンカンサル宮、ポタラ宮、ノルブリンカ宮などの施設は、この政権の時代の行政機構の拠点として建設されたものである。
中華人民共和国は1951年に人民解放軍をラサに進駐させたが、ガンデンポタンとの間に締結した17ヶ条協定に基づき、引き続きガンデンポタンによる統治が継続した。1959年にチベット動乱がラサにまで波及、ダライラマとガンデンポタンはチベットを脱出、中国政府は「原西蔵地方政府（=ガンデンポタン）の廃止」を布告、ガンデンポタンの管轄下にあったチベットの西蔵部分に対する統治に乗り出し、ガンデンポタン時代の行政区画を改廃し、翌1960年、古都ラサとその近隣地方をあわせて「地級市」ラサ市を設置した。
1986年以来対外開放され、テレビ塔も建つなど西部大開発が進められ、次第に観光都市として発展している。

## 行政区画の変遷
1950年代初頭、ラサの環状巡礼路リンコル路の内部（古都ラサ）はミプンが、古都ラサ近郊の18のゾン（県級の地方行政単位）・シカはショル=レーグンが、ウー地方の北部はウー=チキャプ(ウー総督府)が管轄していた。
1960年の中国人民政府によるラサ市の設置にあたり、以上の地域に加え、チャン・チキャプ(北方総督府)の管轄下にあった一部のゾン・シカが「ラサ市」に組み込まれ、「城関区」とラサ市所属の７県に再編された。
1964年、行政区画が再編され、ニャンティ地区から４県が移管された。
その後も隣接の地区とで管轄県の移動があり、2005年に７県となる。

## 行政区画
3市轄区・5県を管轄する。
- 市轄区：
  - 城関区（ཁྲིན་ཀོན་ཆུས།་ : khrin kon chus）
  - トゥールン・デチェン（堆龍徳慶）区（སྟོད་ལུང་བདེ་ཆེན་ཆུས། : stod lung bde chen chus）
  - タクツェ（達孜）区（སྟག་རྩེ་་ཆུས། : stag rtse chus）
- 県：
  - ルンドゥプ（林周）県（ལྷུན་གྲུབ་རྫོང་། : lhun grub rdzong）
  - ニェモ（尼木）県（སྙེ་མོ་རྫོང་། : snye mo rdzong）
  - ダムシュン（当雄）県（འདམ་གཞུང་རྫོང་། : 'dam gzhung rdzong）
  - チュシュル（曲水）県（ཆུ་ཤུར་རྫོང་། : chu shur rdzong）
  - メルド・グンカル（墨竹工卡）県（མལ་གྲོ་གུང་དཀར་རྫོང་། : mal gro gung dkar rdzong）

| ラサの地図 |
| --- |
| 城関区 トゥールン・ · デチェン区 タクツェ区 ルンドゥプ県 ダムシュン県 ニェモ県 チュシュル県 メルド・グンカル県 |

### 年表
この節の出典

#### ラサ直轄区
- 1951年5月23日 - 中華人民共和国チベット地方ラサ直轄区が成立。デチェンゾン・ドンガルゾン・ボムドイシカ・ナムギツェシカ・ニェタンシカ・リウシカ・ツェブリンシカ・ロマイシカ・ニャンルシカ・ツェルシカ・チュルンシカ・ザシシカ・ザシカ・ルンバシカ・チェンゴシカ・ナムジェゴンシカ・ギャンシカ・クプンタンシカが発足。(2ゾン16シカ)
- 1952年 - デチェンゾン・ドンガルゾン・ボムドイシカ・ナムギツェシカ・ニェタンシカ・リウシカ・ツェブリンシカ・ロマイシカ・ニャンルシカ・ツェルシカ・チュルンシカ・ザシシカ・ザシカ・ルンバシカ・チェンゴシカ・ナムジェゴンシカ・ギャンシカ・クプンタンシカがウー・チキャプに編入。

#### ウー・チキャプ
- 1952年 - ラサ直轄区デチェンゾン・ドンガルゾン・ボムドイシカ・ナムギツェシカ・ニェタンシカ・リウシカ・ツェブリンシカ・ロマイシカ・ニャンルシカ・ツェルシカ・チュルンシカ・ザシシカ・ザシカ・ルンバシカ・チェンゴシカ・ナムジェゴンシカ・ギャンシカ・クプンタンシカを編入。ウー・チキャプが成立。(7ゾン21シカ)
  - デチェン・ゾンの一部が分立し、ルンドゥプゾン・タクツェゾン・メルドグンカルゾン・トゥールンデチェンゾン・サランシカ・ランダンシカ・ガツェシカ・ヤンバジェンシカが発足。
  - ナムギツェ・シカが分割され、チュシュルゾン・ナムシカ・シェロンシカが発足。
  - ギャン・シカが分割され、モンガルギャンシカ・マルギャンシカが発足。
  - クプンタン・シカがツェル・シカに編入。
- 1955年3月9日 - ウー・チキャプがラサ弁事処に改称。

#### ラサ弁事処
- 1955年3月9日 - ウー・チキャプがラサ弁事処に改称。(7ゾン25シカ)
  - チャン・チキャプポンドシカ・ダムシュンシカ・ベツァンシカ・タクポツォセシカ・ダモチュコルシカを編入。
  - ザシカ・ルンバシカ・チェンゴシカ・ナムジェゴンシカが山南弁事処に編入。
  - ダムシュン・シカの一部が分立し、ニンジュンシカ・ナムツォシカが発足。
  - ナム・シカの一部が分立し、セル・シカが発足。
- 1956年 - デチェン・ゾンが弁事処に移行し、デチェン・ゾン弁事処となる。(6ゾン25シカ1弁事処)
- 1957年 - メルド・グンカル・ゾンの一部が分立し、ジグン・ゾンが発足。(7ゾン25シカ1弁事処)
- 1959年7月23日 - ツェブリンシカ・ロマイシカ・ニャンルシカ・ツェルシカ・チュルンシカ・ザシシカ・ベツァンシカ・タクポツォセシカ・ダモチュコルシカが合併し、地級市のラサ市となる。(7ゾン16シカ1弁事処)
- 1959年8月 - チュシュルゾン・セルシカ・ナムシカ・シェロンシカ・ニェタンシカが合併し、チュシュル県が発足。(1県6ゾン12シカ1弁事処)
- 1959年8月14日 - ルンドゥプゾン・ポンドシカが合併し、ルンドゥプ県が発足。(2県5ゾン11シカ1弁事処)
- 1959年9月 (7県)
  - メルドグンカルゾン・ジグンゾンが合併し、メルド・グンカル県が発足。
  - モンガルギャンシカ・マルギャンシカが合併し、ニェモ県が発足。
  - タクツェゾン・デチェンゾン弁事処・ボムドイシカが合併し、タクツェ県が発足。
  - ダムシュンシカ・ヤンバジェンシカ・ニンジュンシカ・ナムツォシカが合併し、ダムシュン県が発足。
  - サランシカ・ランダンシカ・ガツェシカが合併し、ポンド(旁多)県が発足。
  - トゥールンデチェンゾン・ドンガルゾン・リウシカがラサ市に編入。
- 1960年1月7日 - タクツェ県・メルドグンカル県・ダムシュン県・ルンドゥプ県・ニェモ県・チュシュル県・ポンド県がラサ市に編入。

#### チベット地方ラサ市
- 1959年7月23日 - ラサ弁事処ツェブリンシカ・ロマイシカ・ニャンルシカ・ツェルシカ・チュルンシカ・タシシカ・ベツァンシカ・タクポツォセシカ・ダモチュコルシカが合併し、ラサ市が発足。(1市)
- 1959年9月 - ラサ弁事処トゥールンデチェンゾン・ドンガルゾン・リウシカを編入。(1市1区1県)
  - トゥールンデチェンゾンの一部が分立し、西郊区が発足。
  - ドンガルゾン・リウシカおよびトゥールンデチェンゾンの残部が合併し、トゥールン・デチェン県となる。
- 1960年1月7日 - ラサ弁事処タクツェ県・メルドグンカル県・ダムシュン県・ルンドゥプ県・ニェモ県・チュシュル県・ポンド県を編入。(1市1区8県)
- 1960年2月 - トゥールンデチェン県・西郊区が合併し、トゥールン・デチェン県が発足。(1市8県)
- 1962年10月20日 - ポンド県がルンドゥプ県に編入。(1市7県)
- 1964年7月27日 - ニンティ専区ニンティ県・メンリン県・コンボギャムダ県・メトク県・ショバ(雪巴)県を編入。(1市12県)
- 1964年10月31日 - ショバ県がニンティ県・コンボギャムダ県、ナクチュ専区ラリ県に分割編入。(1市11県)
- 1965年8月23日 - チベット自治区の成立により、チベット自治区ラサ市となる。

#### チベット自治区ラサ市
- 1980年 - 城関区を設置。(1区11県)
- 1983年10月8日 - メトク県・メンリン県・ニンティ県・コンボギャムダ県がニンティ地区に編入。(1区7県)
- 1988年7月 - タクツェ県の一部がルンドゥプ県に編入。(1区7県)
- 2015年10月13日 - トゥールン・デチェン県が区制施行し、トゥールン・デチェン区となる。(2区6県)
- 2017年7月18日 - タクツェ県が区制施行し、タクツェ区となる。(3区5県)

## 経済
ラサ市人民政府は2005年の経済目標として市の総生産額87億人民元（前年比16%増）、市区住民一人当たり収入10,000元（同8%増）、農民収入2,985元（同14%増）を掲げている。この数字をみると、市区部は観光業を中心に収入増が進んでいるが、農村部にはなかなか及んでいないように見える。2006年7月に青蔵鉄道が開通し、観光業の飛躍的な発展が予測されている。

## 交通

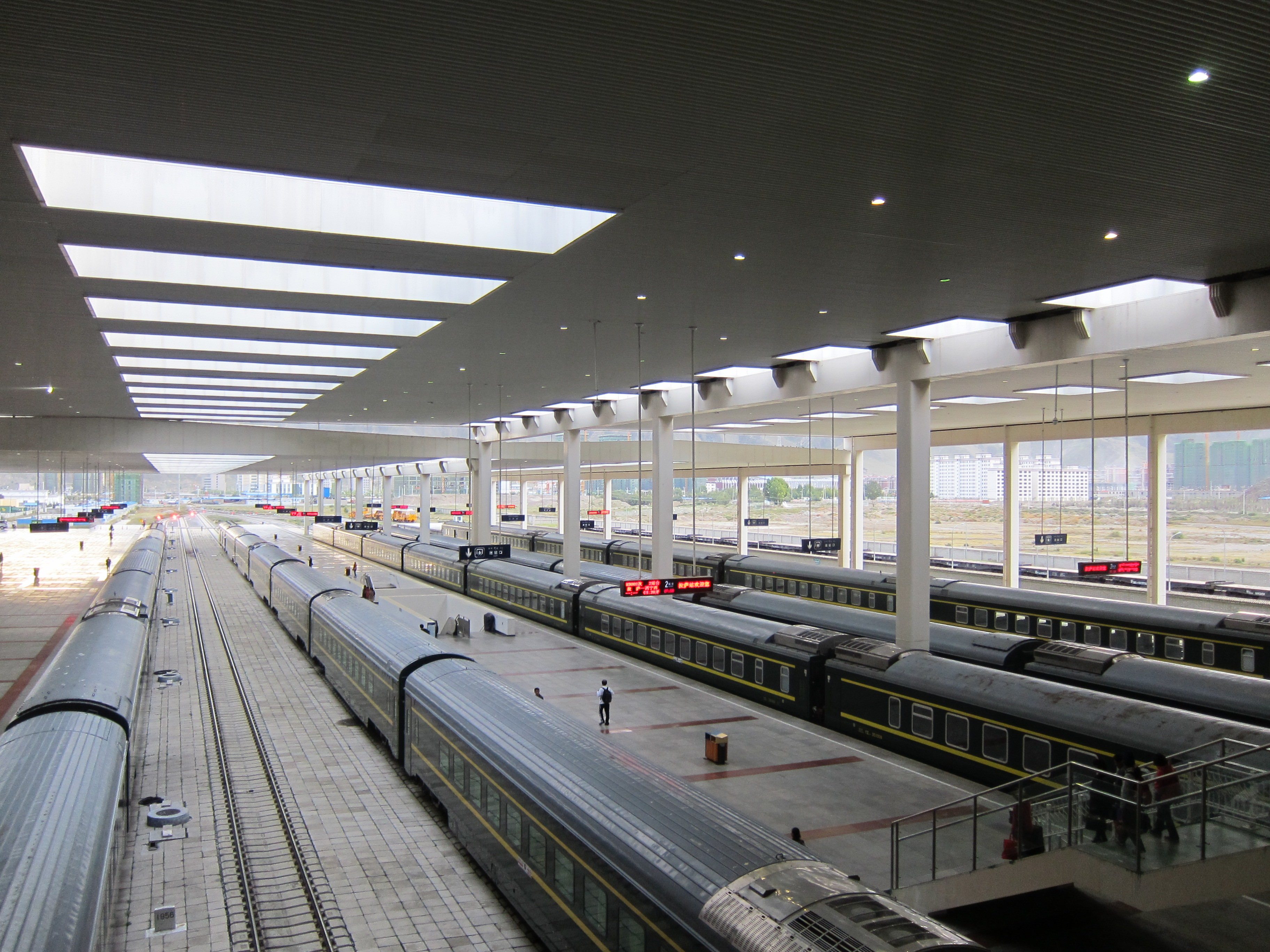
青蔵鉄道ラサ駅

### 航空
中心部より車で30分程度の場所にラサ・クンガ空港がある。所在自治体は山南市。

### 鉄道
- 中国国家鉄路集団
  - 青蔵鉄道
  - ラサ・シガツェ鉄道
  - ラサ・ニンティ鉄道

### 道路
- 高速道路
  -  京蔵高速道路
  -  雅葉高速道路（中国語版）
- 国道
  - G109国道（青蔵公路）
  - G318国道

## 教育
- 西蔵大学ラサ・キャンパス

## 文化
- ポタラ宮
- デプン寺
- セラ寺
- トゥルナン寺
- ネチュン寺
- レティン寺
- ガンデン寺

## 観光
ラサは国務院により国家歴史文化名城に指定され、ポタラ宮は1994年にユネスコの世界遺産に「ラサのポタラ宮の歴史的遺跡群」として登録、トゥルナン寺も2000年に拡大登録、ノルブリンカも2001年拡大登録された。現在、年間40万人から50万人の観光客がある。

## 国際関係

### 姉妹都市
- カトマンズ（ネパール連邦民主共和国 第三州）
- ボルダー（アメリカ合衆国 コロラド州）
- エリスタ（ロシア連邦 カルムイク共和国）
- ベトシェメシュ（イスラエル国 エルサレム地区）
- ポトシ（ボリビア多民族国 ポトシ県）

## 出身著名人
- ツェリン・オーセル (作家・ジャーナリスト)